# Dasydorylas quasidorsalis
Dasydorylas quasidorsalis är en tvåvingeart som först beskrevs av Hardy 1961.  Dasydorylas quasidorsalis ingår i släktet Dasydorylas och familjen ögonflugor.
Artens utbredningsområde är Kongo. Inga underarter finns listade i Catalogue of Life.